# Holtzheim
Holtzheim je občina v departmaju Bas-Rhin francoske regije Alzacija.
Leta 1990 je v občini živelo 2 292 oseb oz. 332 oseb/km².